# Impatiens ranomafanae
Impatiens ranomafanae är en balsaminväxtart som beskrevs av Fischer och Rahelivololona. Impatiens ranomafanae ingår i släktet balsaminer, och familjen balsaminväxter. Inga underarter finns listade i Catalogue of Life.